# كيث فابر
كيث فابر (بالإنجليزية: Keith Faber)‏ هو سياسي أمريكي، ولد في 19 يناير 1966 في تروي في الولايات المتحدة. حزبياً، نشط في الحزب الجمهوري. وقد انتخب عضو مجلس نواب أوهايو.

## وصلات خارجية
- الموقع الرسمي